# Constantí Meliteniota
Constantí Meliteniota fou un ardiaca romà d'Orient originari de Melitene, que va viure vers el 1276, que fou partidari i defensor de la unió de les esglésies llatina i grega. Va morir en exili a Bitínia i va escriure dos tractats: De Ecclesiastica Unione Latinorum et Graecorum i De Processione Spiritus Sancti.